# Filoncholaimus prolatus
Filoncholaimus prolatus är en rundmaskart som beskrevs av Stephen Donald Hopper 1967. Filoncholaimus prolatus ingår i släktet Filoncholaimus och familjen Oncholaimidae. Inga underarter finns listade i Catalogue of Life.